# Адсорбат
Адсорба́т (рос. адсорбат; англ. adsorbate; нім. Adsorbat, Adsorptiv) —
1. Речовина, що поглинається поверхнею іншої речовини (тіла).
2. Речовина, що концентрується на поверхні в процесі адсорбції. Наприклад, молекулярна частинка газу, розчиненої речовини або рідини, яка може бути чи вже адсорбована в тонкому шарі на поверхні твердої речовини.